# Jánoshalma vasútállomás
Jánoshalma vasútállomás egy Bács-Kiskun vármegyei vasútállomás, melyet a MÁV üzemeltet Jánoshalma településen. A városközpont déli részén helyezkedik el, közúti elérését az 5312-es útból kiágazó 54 317-es számú mellékút teszi lehetővé.

## Vasútvonalak
Az állomást az alábbi vasútvonalak érintik:
- Bátaszék–Kiskunhalas-vasútvonal

## Kapcsolódó állomások
A vasútállomáshoz az alábbi állomások vannak a legközelebb:
- Mélykút vasútállomás (Bátaszék–Kiskunhalas-vasútvonal)
- Erdőszél megállóhely (Bátaszék–Kiskunhalas-vasútvonal)

## Forgalom
| Járat             | Útvonal | Gyakoriság |
| ----------------- | --- | ---------- |
| személyvonat      | Baja – Bácsbokod-Bácsborsód – Almás – Bácsalmás – Mélykút – Jánoshalma – Erdőszél – Kunfehértó – Kiskunhalas | Napi 2 pár |
| személyvonat      | Baja – Bácsbokod-Bácsborsód – Almás – Bácsalmás – Mélykút – Jánoshalma – Erdőszél – Kunfehértó – Kiskunhalas – Harkakötöny – Tajó – Kiskunmajsa – Jászszentlászló – Galambos – Kiskunfélegyháza                                      | Napi 1 pár |
| Kiskun InterRégió | Baja – Bácsbokod-Bácsborsód – Almás – Bácsalmás – Mélykút – Jánoshalma – Erdőszél – Kunfehértó – Kiskunhalas – Harkakötöny – Tajó – Kiskunmajsa – Jászszentlászló – Galambos – Kiskunfélegyháza – Kunszállás – Városföld – Kecskemét | 2 óránként |